# Chlamydomonas quadrilobata
Chlamydomonas quadrilobata là một loài tảo trong họ Chlamydomonadaceae, thuộc chi Chlamydomonas.